# 1228
1228 (MCCXXVIII) fue un año bisiesto comenzado en sábado del calendario juliano.

## Acontecimientos
- Se realiza la Sexta Cruzada contra Egipto
- 16 de julio: Canonización de San Francisco de Asís
- Se crea el primer documento conocido en lengua gallega (por Alfonso IX)

## Nacimientos
- Berenguela de Castilla, hija de Fernando III el Santo, rey de Castilla y León, y de su primera esposa, la reina Beatriz de Suabia.